# Папуш, Александр Сергеевич
Алекса́ндр Серге́евич Па́пуш (укр. Олександр Сергійович Папуш; род. 14 января 1985, Жданов, Донецкая область) — украинский футболист, выступавший на позиции защитника.

## Карьера
Воспитанник мариупольского «Ильичёвца», ранее называвшегося «Металлург». Первый тренер — Александр Александрович Лискун. В чемпионате Украины Папуш дебютировал 23 июля 2005 года в матче против донецкого «Металлурга» (0:0), Папуш вышел на поле в добавленное время вместо Эдуарда Цихмейструка. В январе 2008 года был на просмотре в овидиопольском «Днестре».
В начале 2008 года перешёл в минский «Локомотив». В чемпионате Белоруссии 2008 провёл 26 матчей и забил 2 мяча. В январе 2009 года подписал контракт с брестским «Динамо». В 2010 году заключил контракт с «Торпедо-БелАЗ». В январе 2012 года Папуш возвращается в клуб «Динамо-Брест».
В январе 2013 года стал игроком казахстанского «Кайсар» из города Кызылорда. В Первой лиге Казахстана провёл 12 матчей и забил 2 мяча. Летом 2013 года подписал контракт с клубом «Речица-2014», который выступал в Первой лиге Белоруссии. В команде взял 12 номер. Зимой 2014 года покинул команду из-за окончания сроков контракта.
С 2015 года выступает за клуб «Ислочь». В феврале 2018 года Белорусская федерация футбола наложила двухлетнюю дисквалификацию на Папуша из-за участия в договорных матчах. Однако, в сезоне 2019 года Папуш вновь начал выступать за «Ислочь». В декабре 2020 года покинул клуб.